# Bunkeflo IF
Bunkeflo IF war ein schwedischer Fußballverein aus Bunkleflostrand, einem Vorort von Malmö.

## Geschichte
Der 1945 gegründete Klub spielte lange Zeit nur unterklassig. 1999 stieg der Klub erstmals in die Division 3 auf, 2003 gelang der Aufstieg in die Division 2. Zwei Jahre später wurde der Klub Meister in der dritten Liga, in der Qualifikation zur zweitklassigen Superettan scheiterte die Mannschaft jedoch an Jönköpings Södra IF. Am Ende der Spielzeit 2006 gelang jedoch nach der Vizemeisterschaft der Aufstieg in die Zweitklassigkeit. Dort verpasste der Klub mit sechs Punkten Rückstand auf GIF Sundsvall, die den dritten Aufstiegsplatz belegte, als Tabellenfünfter den Durchmarsch in die Allsvenskan. Zum 1. Januar 2008 schloss sich der Klub mit Limhamns IF zum IF Limhamn Bunkeflo zusammen.